# SIG MCX
De SIG MCX is een type aanvalsgeweer dat wordt geproduceerd door de Amerikaanse tak van wapenfabrikant SIG Sauer. Het wapen wordt geproduceerd in semiautomatische en automatische varianten, en is verkrijgbaar in verschillende looplengten. De MCX is geoptimaliseerd voor gebruik in combinatie met een geluiddemper en tijdens het nabijgevecht (close-quarters combat). Ondanks dat het geweer gebaseerd is op het AR-15-platform maakt het net als andere AR-15-afgeleiden, zoals de HK416, gebruik van een short-stroke piston system.

## Geschiedenis
De SIG MCX werd voor het eerst geïntroduceerd op de wapenbeurs SHOT Show 2015. Het geweer is ontworpen door SIG USA, de dochteronderneming van SIG Sauer die is gevestigd in de Amerikaanse staat New Hampshire.

## Ontwerp
De SIG MCX-familie gebruikt een short-stroke piston system systeem om terugslag te verminderen en de betrouwbaarheid van het wapen te optimaliseren; deze kenmerken kwamen voort uit het eerdere ontwerp van de SIG MPX. De MCX omvat een systeem dat conversie tussen 5,56×45mm NAVO, .300 AAC Blackout en 7,62×39mm mogelijk maakt, met standaard STANAG-patroonhouders. De MCX is ontworpen om optimale prestaties te leveren met .300 AAC Blackout in combinatie met een optionele geluiddemper.
De loop van het wapen is taps toelopend om de installatie van geluiddempers te vergemakkelijken zonder de prestaties en nauwkeurigheid van het geweer negatief te beïnvloeden. De loop kan vlot omgeruild worden voor een andere lengte of kaliber.
De eerste generatie MCX had een vooreinde gemaakt van aluminium met een KeyMod-systeem om accessoires toe te voegen, de tweede generatie MCX heeft echter een M-LOK-handbeschermer. De bediening van de MCX is grotendeels tweehandig, inclusief de laadhendel.

## Gebruikers
- Duitsland: In gebruik bij de reguliere politie[7] en het SEK van van Berlijn[8], de politie van Sleeswijk-Holstein[9] en de politie van Rijnland-Palts.[10]
- Nederland: In gebruik bij M-Squadron van de Netherlands Maritime Special Operations Forces (NLMARSOF) en de Dienst Speciale Interventies (DSI) van de Nationale Politie. De geweren zijn uitgevoerd in het .300 AAC Blackout-kaliber en uitgerust met de Suppressed Upper Receiver (SUR) geïntegreerde geluiddemper.[11][12]
- Verenigd Koninkrijk: In gebruik bij de Counter Terrorist Specialist Firearms Officers, waaronder die van de Metropolitan Police Service van Londen[13], en de Special Air Service als vervanger van de HK MP5SD3s.[14]
- Verenigde Staten: USSOCOM gebruikt de RATTLER, uitgevoerd in .300 AAC Blackout.[15][16]